# Virgin Racing
Virgin Racing (prvotno Manor Grand Prix) je nekdanje britansko moštvo Formule 1, ki je nastopalo v sezonah 2010 in 2011.
Moštvo je bilo ustanovljeno decembra 2009 po podpisu pogodbe z družbo Virgin Group Richarda Bransona. Tehnični direktor moštva je bil Nick Wirth, športni direktor pa John Booth. V prvi sezoni 2010 sta bila moštvena dirkača Timo Glock in novinec v Formuli 1, Lucas di Grassi, prvi dirkalnik pa se je imenoval Virgin VR-01. V drugi sezoni 2011 je bil moštveni kolega Glocka Jérôme d'Ambrosio.
Moštvo v dveh sezonah ni osvojilo nobene prvenstvene točke, po koncu sezone 2011 pa se je preimenovalo v Marussia F1 Team.

## Popoln pregled rezultatov
(legenda) (odebeljene dirke pomenijo najboljši štartni položaj, poševne najhitrejši krog, ‡ - uvrščen, kljub odstopu)
| Leto | Šasija        | Motor              | Gume | Dirkači           | 1   | 2   | 3   | 4   | 5   | 6   | 7   | 8   | 9  | 10  | 11  | 12  | 13  | 14  | 15  | 16  | 17  | 18  | 19  | Toč | Prv |
| ---- | ------------- | ------------------ | ---- | ----------------- | --- | --- | --- | --- | --- | --- | --- | --- | -- | --- | --- | --- | --- | --- | --- | --- | --- | --- | --- | --- | --- |
| 2010 | Virgin VR-01  | Cosworth CA2010 V8 | B    |                   | BAH | AVS | MAL | KIT | ŠPA | MON | TUR | KAN | EU | VB  | NEM | MAD | BEL | ITA | SIN | JAP | KOR | BRA | ABU | 0   | 12. |
| 2010 | Virgin VR-01  | Cosworth CA2010 V8 | B    | Timo Glock        | Ret | Ret | Ret | DNS | 18  | Ret | 18  | Ret | 19 | 18  | 18  | 16  | 18  | 17  | Ret | 14  | Ret | 20  | Ret | 0   | 12. |
| 2010 | Virgin VR-01  | Cosworth CA2010 V8 | B    | Lucas di Grassi   | Ret | Ret | 14  | Ret | 19  | Ret | 19  | 19  | 17 | Ret | Ret | 18  | 17  | 20  | 15  | DNS | Ret | NC  | 18  | 0   | 12. |
| 2011 | Virgin MVR-02 | Cosworth CA2011 V8 | P    |                   | AVS | MAL | KIT | TUR | ŠPA | MON | KAN | EU  | VB | NEM | MAD | BEL | ITA | SIN | JAP | KOR | IND | ABU | BRA | 0   | 12. |
| 2011 | Virgin MVR-02 | Cosworth CA2011 V8 | P    | Timo Glock        | NC  | 16  | 21  | DNS | 19  | Ret | 15  | 21  | 16 | 17  | 17  | 18  | 15  | Ret | 20  | 18  | Ret | 19  | Ret | 0   | 12. |
| 2011 | Virgin MVR-02 | Cosworth CA2011 V8 | P    | Jérôme d'Ambrosio | 14  | Ret | 20  | 20  | 20  | 15  | 14  | 22  | 17 | 18  | 19  | 17  | Ret | 18  | 21  | 20  | 16  | Ret | 19  | 0   | 12. |